# حقوق بین‌الملل بشردوستانه
«حقوق بین‌الملل بشردوستانه» یا «حقوق بشردوستانهٔ بین‌المللی» که به «حقوق جنگ» یا «حقوق مخاصمات مسلحانه» نیز معروف است، مجموعه‌ای از قوانینی است که به دنبال روش‌های بشردوستانه، برای محدود کردن اثرات مخاصمات مسلحانه می‌باشد. این شاخه از حقوق از افرادی که در مخاصمه مشارکت ندارند یا در حال حاضر از جنگیدن کناره‌گیری کرده‌اند، محافظت کرده و روش‌ها و متدهای مخاصمه را محدود می‌کند. به عبارت دیگر، حقوق بین‌المللی بشردوستانه می‌کوشد که با وضع مقرراتی از خشونت بی‌اندازه در جنگ‌ها جلوگیری کند. برای رسیدن به این منظور حقوق بشر دوستانه حق دولت‌ها را در استفاده از سلاح‌ها و روش‌ها محدود و از قربانیان درگیری‌های مسلحانه حمایت می‌کند.
تفکیک میان حقوق بین‌المللی بشردوستانه و حقوق بشر مهم است. در حالی که برخی از قوانین آنها مشابه یکدیگر است؛ زیرا هر دو دربرگیرنده قواعد ناظر بر حمایت از افراد هستند، تفاوت‌های مهمی بین این دو وجود دارد. به ویژه اینکه حقوق بشر، برخلاف قوانین بین‌المللی بشردوستانه، در زمان صلح اعمال می‌شود و بسیاری از مفاد آن ممکن است در جریان یک مخاصمه مسلحانه به حالت تعلیق درآید. به‌علاوه، حقوق بشر در چهارچوب حقوقی رابطه بین دولت و شهروندان اعمال می‌شود اما حقوق بشردوستانه عموماً و نه همیشه، به رابطه بین دولت و شهروندان دشمن آن دولت مرتبط است.
حقوق بین‌المللی بشردوستانه در موقعیت‌های مخاصمات مسلحانه اعمال می‌شود. حقوق بین‌المللی بشردوستانه به این موضوع که آیا یک کشور قانوناً می‌تواند از نیروی نظامی استفاده کند نمی‌پردازد؛ بلکه این امر توسط یک بخش مهم اما متفاوت از حقوق بین‌الملل که در منشور سازمان ملل متحد تجلی یافته‌است، اداره می‌شود.

## تاریخچه حقوق بین‌المللی بشردوستانه
حقوق بین‌المللی بشردوستانه در قواعد تمدن‌های باستانی و مذاهب ریشه دارد زیرا که جنگ همواره تابع اصول و آداب و رسوم خاصی بوده‌است.
تدوین جهانی حقوق بین‌المللی بشردوستانه در قرن نوزدهم آغاز شد. از آن زمان، دولت‌ها براساس تجربه تلخ استفاده از جنگ‌افزارهای مدرن، در رابطه با یک سری قوانین عملی توافق کردند. این قوانین تعادل سنجیده‌ای بین دغدغه‌های بشردوستانه و ملزومات نظامی دولت‌ها، ایجاد می‌کند. با رشد جامعه جهانی، تعداد فزاینده‌ای از کشورها در پیشرفت این قوانین نقش داشته‌اند. حقوق بین‌المللی بشردوستانه امروزه یک قانون پذیرفته شده در سطح جهان است.